# Wii Play
Wii Play (яп. はじめてのWii) — коллективная видеоигра (так называемая «игра для вечеринок»), разработанная и опубликованная компанией Nintendo для консоли Wii. Игра была выпущена в качестве стартовой игры для консоли в Японии, Европе и Австралии, а также была выпущена в Северной Америке в феврале 2007 года. Wii Play включает девять мини-игр, в том числе стрельбище в стиле Утиной охоты, рыбалку и бильярд, каждая из которых предназначена для демонстрации возможностей пульта дистанционного управления Wii Remote.
Wii Play разработана Nintendo EAD как компиляция прототипов игр, первоначально показанных на выставке E3 в 2006 году. Игра разрабатывалась одновременно с Wii Sports, которая также содержала технические демо-версии от E3. В представленных мини-играх Wii Play используются некоторые аспекты Wii Remote, такие как обнаружение вращения и перемещения по глубине посредством обнаружения движения и инфракрасного указателя.
Несмотря на неоднозначную реакцию со стороны критиков, критиковавших игру за её повторяемость, Wii Play имела коммерческий успех, причём высокие продажи во многом были связаны с включением в игру дополнительного пульта Wii Remote во время её выпуска. Игра является пятой самой продаваемой игрой для Wii и двадцатой самой продаваемой видеоигрой за все время. Было продано за всё время более 28 миллионов копий по всему миру. Это также самая продаваемая игра всех времён, не связанная с консолью. Продолжение игры под названием Wii Play: Motion было выпущено в 2011 году.

## Геймплей
Wii Play — это игра для вечеринок, состоящая из девяти мини-игр, в которых используются несколько уникальных функций Wii Remote. В эти игры можно играть либо в одиночном режиме, либо в многопользовательском режиме для двух игроков, в котором записывается количество побед каждого игрока. Игрок может использовать свои собственные аватары Mii, созданные через Mii Channel, которые появляются в нескольких включенных мини-играх. Набранное количество баллов сохраняется при игре в одиночном режиме, а при достижении определённого количества баллов игрок награждается бронзовыми, серебряными, золотыми и платиновыми медалями за соответствующую игру.

### Игры

#### Тир
Тир — мини-игра похожая на утиную охоту, в которой игроки проходят через несколько последовательных раундов съемки, появляющихся на экране, включая воздушные шары, мишени в яблочко, глиняные диски, жестяные банки и НЛО, которые спускаются с неба и пытаются похитить крошечные копии Mii игрока, направляя пульт Wii Remote на сенсорную панель Wii, чтобы прицелиться и выстрелить с помощью кнопки запуска контроллера.. Дополнительные очки можно заработать, стреляя по нескольким объектам подряд, не пропуская их, а также иногда по летающим уткам на экране. В многопользовательском режиме игры соревнуются два игрока, чтобы заработать наибольшее количество очков, и наоборот, второй игрок может присоединиться во время однопользовательского режима и помочь игроку заработать очки.

#### Find Mii
Толпы уникальных персонажей Mii собираются на экране и размещаются в разных местах, из которых игрок должен найти определённые Mii, следуя инструкциям данных игроку, таким как определение местоположения двух одинаковых персонажей и определение местонахождения самого быстро движущегося персонажа в толпе идущих людей. В однопользовательском режиме игрок должен пройти как можно больше этапов до истечения лимита времени, причем каждый найденный Mii увеличивает таймер на несколько секунд, и дает определённое количество очков в зависимости от того, как быстро игрок находит их. В многопользовательском режиме два игрока соревнуются, чтобы найти правильный Mii первым в течение двух минут. Игрок потеряете очки, если выберет неправильный вариант. Когда один из вас находит правильный, вы переходите к следующему этапу. Игрок с более высоким счетом в конце игры выигрывает. Поиск правильного Mii не приносит вам дополнительного времени в играх с двумя игроками..

#### Настольный теннис
Стандартная игра в настольный теннис, в которой игрок запускает мяч для пинг-понга, указывая на сенсорную панель и перемещая пульт из стороны в сторону. В однопользовательском режиме игрок играет с компьютерным игроком, чтобы как можно дольше мяч оставался в игре. В многопользовательском режиме два игрока соревнуются, чтобы мяч пролетел мимо оппонента, и первый игрок, набравший 11 очков, выигрывает. Эта мини-игра позже появится в Wii Sports Resort в 2009 году.

#### Pose Mii
Игрок управляет своим персонажем Mii вокруг открытого фона с помощью Wii Remote и пытается лопнуть большие падающие пузыри и предотвратить их спуск в нижнюю часть экрана, поворачивая пульт так, чтобы повернуть персонажа и направить его в силуэты пузырьков. Нажимая определённые кнопки для переключения между различными позами, которые Mii может принимать, чтобы соответствовать формам силуэтов. Игра заканчивается, как только игрок позволяет трем пузырькам достичь нижней части экрана. В многопользовательском режиме красные и синие пузыри, относящиеся к соответствующему цвету каждого игрока, падают вниз, и игроки пытаются получить наибольшее количество очков лопая пузыри нужного цвета, причем каждый игрок теряет очко, если пузырь их цвета падает вниз экрана.

#### Laser Hockey
Воздушный хоккей игра сравнимая с понгом в которой два игрока пытаются ударить лазерной шайбой по экрану в ворота противника с помощью весла>. Однопользовательский режим — это двухминутный матч против компьютера, тогда как в режиме двух игроков выигрывает первый игрок, набравший восемь очков.

#### Рыбалка
Игра в рыбалку, в которой игрок пытается поймать разные виды рыб, плавающих в пруду, в течение определённого времени. Игрок использует пульт как удочку, опуская её, чтобы переместить крючок в пруд, и быстро тянет вверх, когда рыба зацепится за неё, одновременно перемещая пульт в разных направлениях, чтобы переместить крючок через пруд. Очки начисляются и вычитаются в зависимости от различных типов пойманной рыбы и «бонусной рыбы», которая постоянно меняется и награждает игрока дополнительными очками при поимке. В многопользовательском режиме два игрока соревнуются, чтобы поймать как можно больше рыбы и получить как можно больше очков.

#### Бильярд
В Wii Play также есть упрощенная игра с девятью шарами — ротационный пул. В игре игрок использует пульт как Кий, чтобы ударить по битку (который можно ударить под разными углами, чтобы добавить вращение), игрок также может переключать угол обзора внутриигровой камеры между видом сверху, снизу и видом из-за битка. Игра заканчивается, когда все шары были забиты в лузы. В игре можно нарушить правила, не ударив первым мяч с наименьшим номером, не ударив ни один мяч, забив биток в карман или сбросив биток со стола. Нарушение правил приводит к тому, что игрок теряет три очка независимо от режима игры. В однопользовательском режиме количество очков, заработанных за игру, определяется по формуле, а в многопользовательском режиме количество очков, получаемых за забитый шар — это просто число на шаре (например, 2 очка за то, что забили шар с номером 2).

#### Charge!
Игрок управляет своим персонажем Mii верхом на корове, пытаясь преодолеть небольшую полосу препятствий (например заборы) за отведённое время. В игре нужно держать Wii Remote горизонтально и использовать его аналогично рулевому колесу и наклоняя пульт влево или вправо, чтобы управлять коровой, наклоняя его вперед или назад, чтобы ускорить или замедлить, соответственно, и быстро встряхивая контроллер вверх, чтобы прыгать. Пугала также появляются на протяжении всей игры, с которыми можно столкнуться, чтобы заработать очки.

#### Tanks!
Боевая игра с видом сверху вниз, похожая на игру Atari — Combat, в котором игрок маневрирует на небольшом танке через этапы уровней и сражается с вражескими танками, избегая вражеского огня. Единственная мини-игра, в которую можно играть с помощью Wii Nunchuck, танк перемещается с помощью D-pad или аналогового джойстика нунчака, в то время как орудийная башня танка вращается независимо. Танки игроков могут стрелять ракетами из своей башни или сбрасывать наземные мины на землю. Мины взрываются через несколько секунд после установки. Ракеты игрока (и ракеты некоторых вражеских танков) могут стратегически рикошетить от сторон окружающих стен и баррикад. По мере прохождения игры игрок сталкивается с различными типами танков, которые имеют определённые способности. В начале игры игроку дается три жизни, а после каждых пяти уровней он получает дополнительную жизнь, причем игра заканчивается, если все жизни потеряны.

## Разработка
Wii Play была одной из нескольких игр, разработанных в рамках проекта Сигэру Миямото «Wii Project», наряду с Wii Sports, Wii Fit и Wii Music. Проект представлял собой компиляцию нескольких технических демонстраций, демонстрирующих возможности тогдашней консоли Wii и её контроллера Wii Remote. Эти прототипы использовали преимущества некоторых функций Wii Remote: контроллер был способен воспринимать вращение, которое широко использовалось в Pose Mii и лазерном хоккее, а определение движения глубины было представлено в настольном теннисе, рыбалке и бильярде. Эти технические демо-версии были впервые публично показаны на конференции E3 2006 года наряду с играми, используемыми в Wii Sports. Демонстрационная версия мини-игры с тиром под названием «Стрельба», которая, по предположениям некоторых людей, станет продолжением Duck Hunt, также была представлена во время Nintendo Fusion Tour в 2006 году.
Wii Play официально начала разработку, когда Миямото решил, что демонстрационные игры будут дополнены и выпущены вместе с консолью. Команде разработчиков Nintendo EAD было дано около семи — восьми месяцев на разработку игры, а директором игры стал Мотои Окамото, который ранее работал над Pikmin и мини-играми с сенсорным экраном, включенными в Super Mario 64 DS. Демонстрационные игры были разделены на две категории: спортивные игры были сгруппированы вместе и объединены в Wii Sports, в то время как остальные игры, которые использовали Wii Remote, стали Wii Play. Игра разрабатывалась совместно с Wii Sports, причем команды разработчиков двух игр делились несколькими художниками и программистами. По мере дальнейшего развития игр все больше внимания уделялось спорту, и в конечном итоге команда решила, что последнее является более приоритетным проектом. Из-за этого некоторые демо-версии, показанные на E3, не попали в игру из-за временных ограничений. Эти неиспользуемые демо позже пошли на вдохновение более поздних игр: например, игра «Полоса препятствий» была позже адаптирована в игру Wii Fit — «Balance Bubble»; в то время как дизайн игры Bird нашел свой путь в Nintendo Land — как игра с воздушным шаром, вдохновленная игрой «Balloon Trip Breeze». Wii Maestro, демо-версия игры на тему оркестра, планировалась быть включённой в качестве одной из игр, но разработчики решили, что она будет более подходящей в качестве отдельной игры, и в конечном итоге превратили её в Wii Music.
Wii Play впервые была публично анонсирована на пресс-конференции, проведенной Nintendo в Японии под названием Hajimete no Wii, где было показано, что это компиляция демонстрационных игр, показанных на E3. Nintendo объявила, что игра будет выпущена в Японии 2 декабря 2006 года в качестве стартовой игры для системы, и что она также будет поставляться в комплекте с пультом дистанционного управления Wii. Позже в неё можно было играть на мероприятии Nintendo World в Нью-Йорке 14 сентября 2006 года, где были представлены все девять игр, которые теперь стали намного ближе похожи к своим финальным версиям, чем демонстрации на E3, а поддержка персонажей Wii Mii была официально подтверждена.

## Оценки и критика
| Сводный рейтинг       | Сводный рейтинг         |
| Агрегатор             | Оценка                  |
| --------------------- | ----------------------- |
| GameRankings          | 61,64 %                 |
| Metacritic            | 58/100                  |
| Иноязычные издания    |                         |
| Издание               | Оценка                  |
| 1UP.com               | C+                      |
| Eurogamer             | 6/10                    |
| Game Informer         | 7/10                    |
| GamePro               | [ 24 ]                  |
| GameSpot              | 5,4/10                  |
| GameSpy               | [ 25 ]                  |
| GamesRadar+           | [ 26 ]                  |
| GameTrailers          | 6,4/10                  |
| IGN                   | 8,3/10 (AU) 5,5/10 (US) |
| Nintendo World Report | 4,5/10                  |
| ONM                   | 91 %                    |
| VideoGamer            | 5/10                    |
| Common Sense Media    | [ 32 ]                  |
| Русскоязычные издания |                         |
| Издание               | Оценка                  |
| Gameplay              | 3,5/5                   |
| «Игры Mail.ru»        | 7,5/10                  |
| «Страна игр»          | 8/10                    |

Wii Play получила неоднозначную критику, мнения рецензентов во многом разошлись, её рейтинг на агрегаторе GameRankings составила 61,64 %, а на Metacritic 58/100.
Common Sense Media дала игре 3 звезды из 5, заключив, что игра «не так увлекательна, как Wii Sports». Пит Метцгер из Variety, который рассматривал игру вместе с Fuzion Frenzy 2 для Xbox 360, был очень критичен к игре, назвав её элементы управления «шагом назад» от инноваций, представленных в Wii Sports. Обозреватель GamePro «The Grim Wiiper» назвал девять включенных игр «повторяющимися и посредственными», но полагал, что включенный в игру Wii Remote «делает весь пакет намного более привлекательным». IGN Australia отреагировала более позитивно, присудив игре 8.3/10, заявив, что она «фактически продавалась по цене 10 австралийских долларов сверх стоимости Wii Remote» и что «как обучающая игра она полностью успешна». А IGN US оказалась более негативной, выставив игре 5.5 баллов, заявив что игра произвела успешную техническую демонстрацию на выставке, но на релизе представила неубедительный игровой процесс. Официальный журнал Nintendo Magazine также похвалил игру и дал ей 91 %, назвав игры «удивительно захватывающими», а также указав на ценность поставки дополнительного пульта Wii Remote. Райан Дэвис из GameSpot раскритиковал игру в целом, отметив недостатки каждой из представленной мини-игры. Он посетовал на то, что отдельно игру не приобрести, и это увеличивает объёмы недостатков игры в целом.
Русскоязычные рецензенты выставили игре смешанные оценки. Галёнкин Сергей в своем обзоре для Gameplay сказал, что Wii Play полная противоположность Wii Sports, а все мини-игры, это хорошо забытые старые игры на первых приставках. Он также отметил, что доступность самой игры без пульта управления, ограничивает распространение игры. Цилюрик Сергей в обзоре для Страны Игр похвалил игру, отметив тем самым низкую цену, и отличную демонстрацию возможностей пульта управления. А вот критике он подверг количество и качество мини-игр, которых могло быть больше.

## Продажи
Несмотря на неоднозначный прием, Wii Play имела огромный коммерческий успех часто попадая в чарты продаж видеоигр NPD Group, после их выпуска в Северной Америке. В течение двух дней после выхода в Японии игра была продана тиражом 171 888 копий, что сделало её вторым бестселлером для системы после Wii Sports. В январе 2007 года Nintendo сообщила, что Wii Play была одной из 19 игр для Wii, продажи которых превысили миллион единиц. NPD Group сообщила, что эта игра стала 2-й самой продаваемой игрой апреля 2007 года. В июне 2007 года было продано 293 000 единиц, что сделало её 2-й самой продаваемой игрой месяца. Nintendo продала 1,08 миллиона единиц в декабре 2007 года и стала 2-й самой продаваемой игрой 2007 года после Halo 3 с продажами 4,12 миллиона единиц. К февралю 2008 года игра была продана тиражом 4,4 миллиона копий, по данным NPD Group, а к октябрю того же года игра успела разойтись тиражом более 7,2 миллиона экземпляров. В декабре 2008 года было продано 1,46 миллиона копий игры, что сделало её самой продаваемой игрой месяца. За весь 2008 год игра сумела продать 5,28 миллиона копий, что сделало её самой продаваемой игрой 2008 года.
К марту 2009 года в США было продано 10 миллионов копий игры, а в апреле того же года Nintendo сообщила, что в Японии было продано 2,7 миллиона копий игры. В мае 2009 года Nintendo сообщила, что было продана игры 22,9 миллиона единиц. По данным Nintendo, Wii Play продала 28,02 миллиона копий по всему миру по состоянию на 31 марта 2018 года, что делает её пятой самой продаваемой игрой Wii и 14-й самой продаваемой видеоигрой всех времён. Высокие продажи были в значительной степени связаны с включением в игру дополнительного пульта Wii Remote на момент её выпуска и его ценой в Северной Америке в 49,99 доллара США по сравнению с отдельным пультом дистанционного управления Wii, который в то время стоил 39,99 долларов, а это означает, что сама игра стоила 10 долларов. Говоря об высоких продажах игры, вице-президент Nintendo of America Камми Данауэй отметила, что показатели продаж игры в сочетании с 12,9 миллионами проданных пультов Wii Remote «усиливают растущую тенденцию к социальным играм», которую мы наблюдаем, когда друзья и семья используют их Wii как социальный центр.
К июлю 2009 года в Великобритании было продано 18,4 миллиона устройств Wii Play. Игра получила «Бриллиантовую» награду по продажам от Ассоциации издателей развлекательного и развлекательного программного обеспечения это указывает на продажи не менее 1 миллиона экземпляров в Соединенном Королевстве.В Австралии к июлю 2010 года было продано более 900 000 экземпляров игры.

## Наследие
Сиквел Wii Play был впервые анонсирован на пресс-конференции, проведенной компанией Nintendo 12 апреля 2011 года и был выпущен для Wii в июне того же года. Перед анонсом, в начале апреля того же года был представлен тизер сиквела игры.
В игре широко используется периферийное устройство Wii MotionPlus, которое позволяет более точно управлять движением в играх, и есть несколько мини-игр, предназначенных для демонстрации расширенных возможностей движения устройства. Как и его предшественник, Wii Play: Motion был поставлен в комплекте с чёрным Wii MotionPlus и Wii Remote в Северной Америке и красным Wii Remote в Европе.